# Kabupaten de Konawe

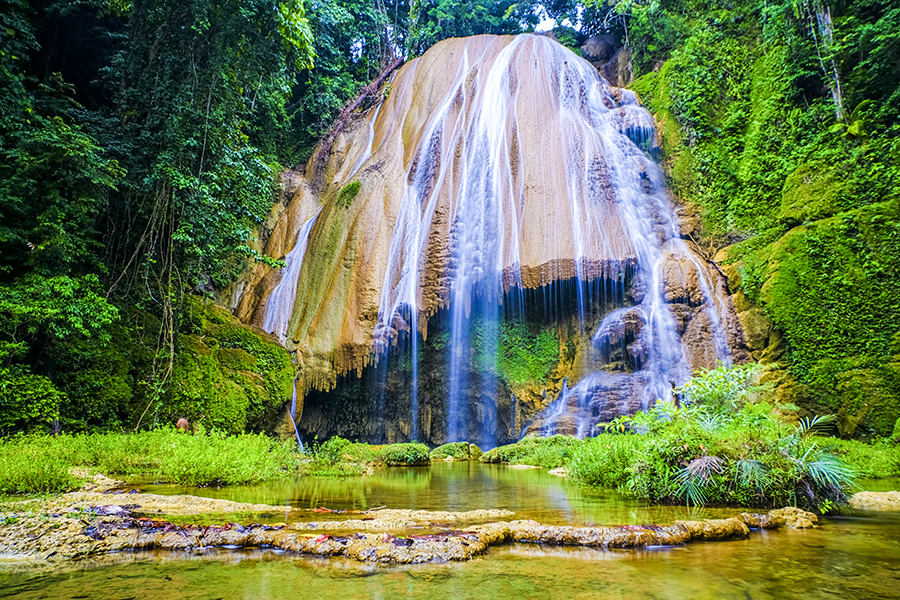
La chute d'eau de Tumburano dans l'île de Wawonii

Le kabupaten de Konawe, en indonésien Kabupaten Konawe, est un kabupaten de la province indonésienne de Sulawesi du Sud-Est. Son chef-lieu est Unaaha.
Jusqu'en 2004, le kabupaten s'appelait Kendari. Son nom a été changé après la séparation administrative de la ville de Kendari, qui a été élevée au statut de kota.

## Géographie
Le kabupaten est bordé :
- Au nord, par les provinces de Sulawesi du Sud et Sulawesi central,
- À l'est, par la mer de Banda et la mer des Moluques,
- Au sud, par les kabupaten de Konawe du Sud et Kendari et
- À l'ouest, par celui de Kolaka.

Dans la partie se trouvant sur la péninsule sud-est de l'île de Célèbes, la topographie de Konawe est formée de collines et de montagnes.
Les principales rivières sont la Konaweeha, la Lahumbuti, la Lapoa, la Lasolo, la Kokapi, la Toreo, l'Andumowu et la Molawe.
En outre, Konawe comprend les îles au large, dont les principales sont Wawonii, Karama, Bokori, Sponda Laut, Campada, Labengki, Bawulu, Saponda Darat et Hari.
Administrativement, le kabupaten est formé de 22 districts.

## Histoire
Konawe était une principauté dont la tradition fait remonter la fondation au Xe siècle. Toutefois, la véritable puissance de la région est le sultanat de Buton.
Les Hollandais débarquent pour la première fois à Buton en 1613.
En 1858, un prince de Konawe, La Mangu, négocie avec le gouvernement colonial des Indes néerlandaises la formation d'une nouvelle principauté, Laiwoi. Les Hollandais ne sont pas convaincus. Pour eux, la priorité est de soumettre les différents Etats du sud et du sud-est de Célèbes. Finalement, des négociations se tiennent à Malowe en 1909. Mais les Hollandais préfèrent dissoudre la principauté de Konawe et finalement créer Laiwoi. Cet acte rencontre une résistance, notamment à Manumohewu, où un mouvement dirigé par un tamalaki (officier) du nom de Lapadi durera de 1908 à 1910. Lapadi sera finalement arrêté.

## Culture
Le konawe est un dialecte du tolaki ((en) Fiche langue [lbw] dans la base de données linguistique Ethnologue.), qui fait partie du groupe bungku-tolaki des langues sulawesiennes dans la branche malayo-polynésienne des langues austronésiennes.
1. ↑  www.depdagri.go.id (site du Ministère de l'Intérieur indonésien)